# Бугаев, Борис Павлович
Бори́с Па́влович Буга́ев (29 июля 1923, село Маньковка, Уманский уезд, Киевская губерния, УССР — 13 января 2007, Москва) — советский лётчик, военный и государственный деятель. Министр гражданской авиации. Главный маршал авиации (1977), дважды Герой Социалистического Труда (1966, 1983).
После смерти в 1992 году А. И. Колдунова был последним носителем советского воинского звания Главный маршал (из всех родов войск, видов сил и спецвойск). Член ЦК КПСС (1971—1990), депутат Совета Национальностей Верховного Совета СССР 8—11 созывов (1970—1989) от Азербайджанской ССР.

## Биография
Родился в семье учителя, украинец.
- В 1941—1942 годах — курсант учебной авиационной эскадрильи.
- В 1942—1943 годах — пилот-инструктор Актюбинской авиационной школы.
- В 1943—1947 годах — пилот, командир звена 215-го авиаотряда. Во время Великой Отечественной войны выполнял задания Центрального штаба партизанского движения.
- В 1947—1948 годах обучался в лётном центре Гражданского воздушного флота и в школе высшей лётной подготовки.
- В 1948—1957 годах — командир воздушного судна, пилот-инструктор в аэропорту Внуково. С 1951 года прокладывал первые дальние трассы для «Аэрофлота» во многие государства и страны, в том числе в Великобританию, США, Индию, Индонезию, на Кубу.
- С 1957 года командир отряда особого назначения гражданской авиации. Выполнял специальные полёты по заданию правительства. Принимал участие в освоении реактивной техники. Был личным пилотом Л. И. Брежнева, пользовался его особым расположением.
- С 1961 по 1966 годы обучался в Высшем училище гражданской авиации (заочно).
- С 1966 года — заместитель министра гражданской авиации СССР, а с 1967 года первый заместитель министра гражданской авиации СССР.
- С 19 мая 1970 по 4 мая 1987 года — министр гражданской авиации СССР.
- С мая 1987 года — Генеральный инспектор Группы генеральных инспекторов Министерства обороны СССР.

Умер 13 января 2007 года в Москве. Похоронен на Новодевичьем кладбище.

## Воинские звания
- генерал-майор авиации (13.04.1964)
- генерал-лейтенант авиации (21.02.1969)
- генерал-полковник авиации (20.05.1971)
- маршал авиации (5.11.1973)
- главный маршал авиации (28.10.1977)

## Награды
СССР

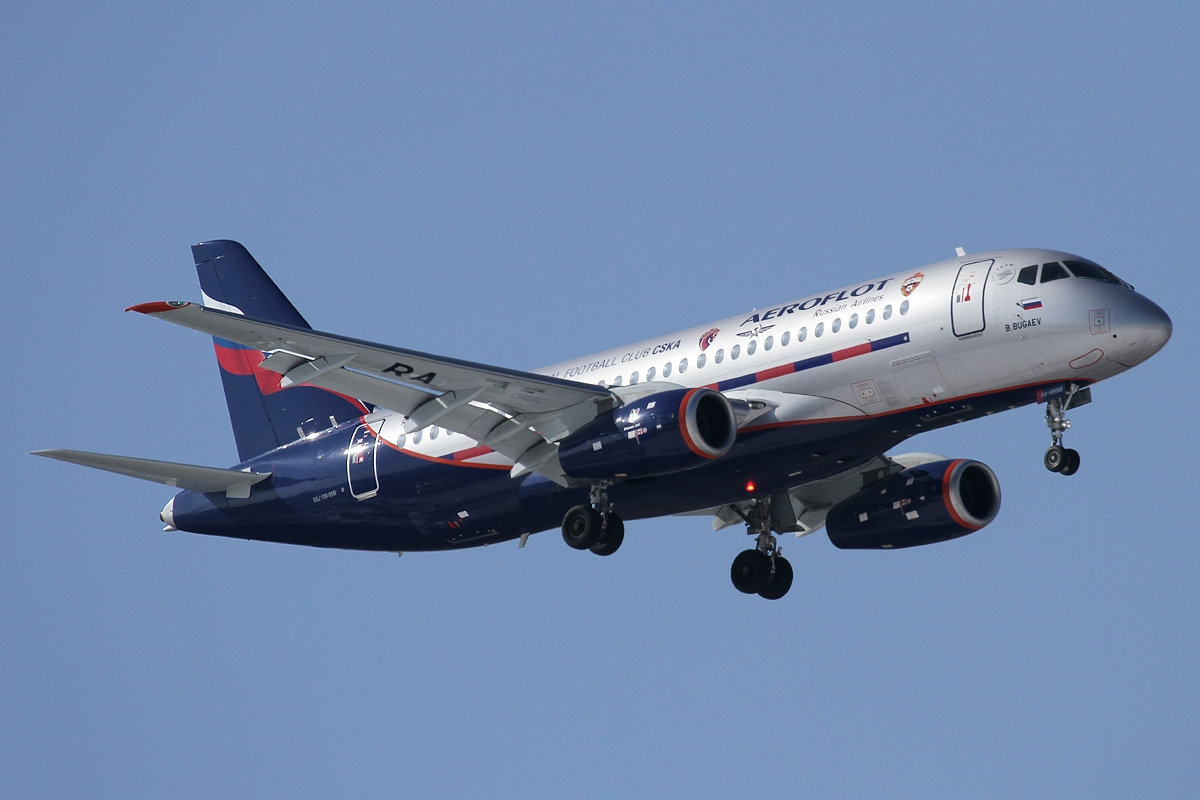
Sukhoi Superjet 100 Аэрофлота «Борис Бугаев».

- Герой Социалистического Труда (15 августа 1966, 25 июля 1983)
- пять орденов Ленина (16 апреля 1963, 15 августа 1966, 25 августа 1971, 27 июля 1973, 25 июля 1983)
- орден Октябрьской Революции (10 марта 1981)
- два ордена Красного Знамени (14 марта 1957, 3 ноября 1959)
- орден Отечественной войны I степени (11 марта 1985)
- орден Красной Звезды (18 августа 1945)
- орден «За службу Родине в Вооружённых Силах СССР» III степени (17 февраля 1976)
- орден «Знак Почёта» (31 июля 1953)
- медали СССР и России
- Ленинская премия (1980)
- Государственная премия СССР (1972)
- Заслуженный пилот СССР (1967)
- Почётная грамота Правительства Российской Федерации (27 июля 1998) —  за заслуги перед государством в развитии гражданской авиации, многолетний добросовестный труд и в связи с 75-летием со дня рождения
- Почётная грамота Правительства Российской Федерации (2003)[6][7]

Других государств
- орден Сухэ-Батора (МНР)
- орден Труда (ЧССР)
- орден Народной Республики Болгария (НРБ)
- орден Дружбы (Вьетнам)
- орден «Звезда дружбы народов» (ГДР)

Могила Бугаева на Новодевичьем кладбище Москвы.

## Память
- Десятый по счёту, предназначенный для «Аэрофлота», SSJ 100 (заводской номер 95018, серийный номер 018, регистрация RA-89028) носит имя «Борис Бугаев»;
- Ульяновский институт гражданской авиации (бывшее Ульяновское высшее авиационное училище гражданской авиации) с 2016 года носит имя Б. П. Бугаева;
- Имя Бориса Бугаева было нанесено на аннотационной доске к авиапамятнику Ту-104, установленному на привокзальной площади аэропорта Внуково в 1976 году и уничтоженному в апреле 2005 года.